# Hugh Dowding
Pour les articles homonymes, voir Dowding.
 (juin 2023).
Hugh Caswall Tremenheere Dowding (24 avril 1882, Moffat en Écosse – 15 février 1970, Tunbridge Wells en Angleterre), 1er baron Dowding, est un officier britannique qui a participé aux deux guerres mondiales. Il fut le chef du Fighter Command durant la bataille d'Angleterre, et fut incontestablement le principal artisan du succès de cette bataille d'un genre particulier puisque si celle-ci ne permit pas à l'Angleterre de vaincre l'Allemagne nazie, elle lui permit de ne pas être vaincue par elle. Sa vie fut retracée par deux biographes, Basil Collier puis Robert Wright. Hugh Dowding était un homme d'une grande pudeur et d'une grande dignité qui le faisait passer à tort auprès de ceux qui l'approchaient pour un personnage un peu guindé et sans humour. D'une grande humanité, il se montra très soucieux de la sécurité de ses pilotes et en retour il était très apprécié d'eux. Pourtant il est probable que cette humanité joua contre lui à la fois dans sa carrière et dans la reconnaissance qu'il était en droit d'attendre des plus hautes autorités britanniques.

## Biographie
Hugh Dowding est né en 1882 à Moffat en Écosse où il passe sa jeunesse. Il déménage avec sa famille en 1897 en Angleterre, où il se passionne pour les débuts de l'aviation. Il étudie au Winchester College puis entre à l'Académie militaire royale de Sandhurst, d'où il sort officier, puis sert dans l'artillerie.

### La Première Guerre Mondiale - l'opposition Dowding Trenchard
Après avoir obtenu son brevet de pilote en décembre 1913, Dowding rejoint le Royal Flying Corps (RFC). C'est à partir de cette période que son entourage lui donne affectueusement le surnom de « Stuffy » (« Vieux jeu »). Il est envoyé en France et en 1915, il est promu chef de la No. 16 Squadron RAF (en). Après la bataille de la Somme, il est en conflit avec le général Hugh Trenchard, commandant du RFC, à propos de la nécessité d'accorder aux pilotes exténués par des missions non-stop, un peu de repos. Il en résulte le renvoi en Angleterre de Dowding, bien qu'il soit promu brigadier-général. Il n'est plus en service actif jusqu'à la fin de la Première Guerre mondiale.

### L'entre-deux-guerres - le rôle de Dowding dans le développement de l'aviation de chasse
Il rejoint la toute nouvelle Royal Air Force où il acquiert de l'expérience dans les départements de la formation, de l'approvisionnement, de la recherche et développement. Il est à l'origine du développement des liaisons radio air-sol. Il préconise par ailleurs l'élimination du bois dans les avions, arguant du fait qu'en cas de conflit majeur, les ressources en bois saisonniers seraient insuffisantes.
Contrairement à d'autres pilotes britanniques tels que Keith Park, Hugh Dowding ne s'est pas fait un nom au combat. Pourtant, il a manifesté d'excellentes qualités de pilotage, en particulier lors de certaines manifestations sportives et ce, alors qu'il était proche de ses quarante ans.
En 1929, il est promu vice-maréchal de l'air. Envoyé en Palestine mandataire en tant qu'observateur, il prend pleinement conscience de la complexité du problème politique local (l'opposition entre les Sionistes et les Arabes) et de la position délicate de l'Angleterre dans cette affaire. L'année suivante, il rejoint le Air Council (en). Dans l'entre-deux-guerres, sa femme meurt, le laissant seul pour élever son fils, Derek. Hugh Dowding se réfugie alors dans le travail.
En 1933, il est promu au grade d'Air Marshal, et est anobli en 1934.

### La Seconde Guerre Mondiale: Dowding, l'artisan de la victoire de la bataille d'Angleterre
Durant la bataille de France en 1940, il s'oppose à l'envoi d'avions de chasse pour soutenir l'armée française, pressentant la future bataille d'Angleterre. Il eut à ce propos une entrevue le 15 mai avec Winston Churchill au cours de laquelle il fit valoir ses arguments. Alors que Winston Churchill voyait dans cette aide apportée aux Français, une aide à la fois matérielle et psychologique (il avait pu constater que le moral des Français était sérieusement atteint après les premiers jours de l'offensive allemande), Hugh Dowding y voyait un risque de gaspillage inutile des forces britanniques. Son audition au Cabinet de Guerre se passa très mal. Ne parvenant pas à convaincre les membres du cabinet, Hugh Dowding jette son crayon d'exaspération puis il met ses graphiques sous les yeux de Winston Churchill en lui disant

« Si le rythme du gaspillage actuel se maintient pendant encore une quinzaine de jours, nous ne disposerons plus d'un seul Hurricane en France ou dans notre pays. »

Pour appuyer sa position, il adresse le lendemain une lettre officielle au Sous-secrétaire d'État de l'air, Sir Harold Balfour - lettre devenue un document historique - dans laquelle il conclut :

« Mais si notre défense intérieure est vidée de sa substance dans des efforts désespérés pour redresser la situation en France, la défaite en France impliquera la défaite définitive, complète et irrémédiable de notre pays. »

Quelques jours plus tard, le 19 mai, Winston Churchill prétendra avoir mal compris les chiffres de Dowding ; il pensait que 25 escadrons étaient nécessaires pour assurer la sécurité du territoire britannique et non 52. Quoi qu'il en soit, plus aucun escadron ne devait quitter le sol britannique à partir de cette date.
La stratégie des « petits paquets » qu'il préconisa pour la RAF face à la chasse allemande, assortie de l'emploi tactique des Spitfire contre les chasseurs et des Hurricane, plus lents, contre les bombardiers, permit d'éviter aux forces aériennes britanniques l'anéantissement que la Luftwaffe visait pendant les deux premières phases de la bataille (kanalkampf et attaque des terrains d'aviation).
Les historiens considèrent que la stratégie d'attrition tenue par Dowding a permis à la R.A.F. de tenir le choc sur la durée, et donc de réduire les espoirs d'invasion nazis pour la phase de débarquement. Là encore, Hugh Dowding avait dû aller à l'encontre de la doctrine militaire en vigueur, la meilleure défense est l'attaque.
Après l'abandon de Seelöwe, les bombardiers Heinkel et Dornier furent concentrés sur les bombardements de masse de Londres.
La stratégie de Dowding était résolument défensive, bien que Trafford Leigh-Mallory, pourtant sous ses ordres, ait prétendu être en mesure de développer une stratégie offensive basée sur ses "Big Wings" (grandes escadres). "Peut être perdrons nous cette guerre, mais notre objectif est d'empêcher les Allemands de débarquer en Angleterre" (en substance).

« My job was to prevent the war from being lost, not to win it, and when my job is done, I shall go out like a cork from a bottle., »

Lors de la dernière phase, le Blitz sur Londres et les grandes villes de Grande-Bretagne, il fut désavoué par l’Air Chief Marshal Charles Portal, en faveur d'une tendance divergente au sein du Fighter Command. Portal nomma Sholto Douglas en octobre 1940, qui augmenta la taille des escadrilles, appliquant la stratégie diamétralement opposée dite du Big Wing (en).
Cette croyance dans la supériorité des bombardiers sur les chasseurs datait de l'année 1930, bien qu'elle ne fît pas l'unanimité. La faiblesse de cette stratégie fut mise en évidence quelques mois plus tard. Le 29 janvier 1941, alors que Trafford Leigh-Mallory était à la tête du Groupe 11, au cours d'un exercice de simulation d'attaque qu'il supervisait, non seulement les bombardiers allemands ne furent pas interceptés, mais les aérodromes de Kenley et de Biggin Hill furent bombardés alors que les chasseurs étaient toujours au sol. Interrogé par sa hiérarchie sur cet échec cuisant, Trafford Leigh-Mallory répondit "Je ferai mieux la prochaine fois.".

### La Seconde Guerre Mondiale: Dowding victime des combinaisons politiques
Dowding fut écarté par cette autre faction (Sholto Douglas et Trafford Leigh-Mallory notamment) et mis en retraite. Lors d'une rencontre avec Winston Churchill, ce dernier lui affirma qu'il n'était pour rien dans sa mise à la retraite. Hugh Dowding reçut une mission liée à l'industrie de l'armement aux États-Unis jusqu'en 1942.
Il fallut attendre le 12 mai 1943, pour que soit officiellement reconnue la contribution décisive du maréchal de l'Air Hugh Dowding dans la victoire de l'Angleterre contre les Allemands lors de la bataille d'Angleterre, quand il fut proposé à la pairie avec le titre de baron "en vue de vos services  mémorables à ce pays pendant la bataille d'Angleterre" à quoi Winston Churchill ajouta en commentaire "Je voudrais que vous sachiez que lorsque j'ai présenté cette proposition pour la première fois, elle a reçu les acclamations chaleureuses de vos collègues de la Royal Air Force et du ministère de l'Air".
Malgré cet hommage, Hugh Dowding considérait que lui-même était redevable de ces "Fighter Boys" : "Je ne peux espérer surpasser l'éloquence et les mots du premier ministre "Jamais auparavant tant de personnes n'avaient tant dû à un si petit nombre d'entre eux". Cette dette demeure et augmentera." . Il aurait aimé pouvoir découper sa décoration en mille morceaux pour les distribuer à ses pilotes.
Hugh Dowding, une fois en retraite, demanda à Churchill l'autorisation de publier un ouvrage, Twelve Legions of Angels, dans lequel il avait consigné un certain nombre de conseils et de critiques tirés de son expérience de la bataille d'Angleterre. Winston Churchill repoussa à plusieurs reprises sa demande, prétextant que des données importantes pourraient être fournies à l'ennemi, mais devant l'insistance de Hugh Dowding, il accepta sa diffusion sous forme de rapport aux principaux officiers de l'État major. L'ouvrage fut finalement publié en 1946.
Quoi qu'il en soit, Hugh Dowding était un homme qui ne s'intéressait pas aux "questions purement politiciennes" et qui défendait bec et ongles ses convictions, caractère qu'il partageait d'ailleurs avec Winston Churchill. Ce trait de caractère lui a valu bien des inimitiés, à commencer par Hugh Trenchard, Winston Churchill et Trafford Leigh-Mallory.
Contrairement aux membres du cabinet de guerre et en particulier à Winston Churchill, Dowding ne se préoccupait absolument pas de propagande. Aussi lorsque le secrétaire d'État pour l'Aviation, Sir Archibald Sinclair, lui téléphona au sujet d'une controverse concernant les pertes réelles subies par les belligérants, Dowding lui répondit:
"Si les chiffres allemands sont exacts, ils seront à Londres dans une semaine. Sinon, ils ne le seront pas..." . À noter que dans le film, La bataille d'Angleterre de 1969, le personnage de Dowding énonce les deux propositions en sens inverse. "Si nous avons raison ils renonceront, si nous avons tort, ils seront ici dans une semaine. ce qui devait probablement accroître l'effet dramatique souhaité par le scénariste.

### La retraite et l'après Seconde Guerre Mondiale
Dowding était spirite et adhéra à la Société théosophique. Il était végétarien. Hugh Dowding avait en effet hésité entre trois possibilités : se spécialiser en mathématiques pour mieux comprendre la physique nucléaire, étudier la radiesthésie et enfin étudier le spiritisme. C'est finalement la troisième possibilité qu'il choisit. Il refusa d'ailleurs le poste de gouverneur de la Rhodésie du Sud.
En 1950, il épousa Mrs Muriel Whiting (1908-1993), veuve d'un ingénieur militaire volontaire de réserve, qui avait travaillé au Bomber Command.
Dans le film La Bataille d'Angleterre, son rôle est interprété par Laurence Olivier. Pendant le tournage du film, il a été invité pour donner son avis. Alors qu'il était avec l'acteur Trevor Howard, lequel tenait le rôle du chef du Groupe 11, Keith Park, Hugh Dowding se tourna vers l'acteur et lui dit : 

« If it hadn't been for Keith Park's conduct in the battle, and his loyalty to me as his Commander-in-Chief, we should not be here today., »